# مسقط الرأس (الصين)
في الثقافة الصينية، مسقط الرأس أو منزل الأجداد (بالصينية: 籍貫, 祖籍 أو 老家) هي مكان أصل العائلة الكبيرة للفرد، وقد يكون أو لا يكون المكان الذي يولد فيه المرء.
على سبيل المثال، وُلد كلا من الفيزيائيين تسونج داو لي (نوبل، 1957) وتشارلز كاي كاو (نوبل، 2009) في شنغهاي، لكن مسقط رأسهما تعتبر سوجو وجينشان  ، على التوالي.

## التعريف
مفهوم شخصي، يمكن أن يكون منزل أجداد الشخص مسقط رأس أي من أسلافهم الأب. فقد قصرها كتاب سو شي على خمسة أجيال، أي أنها تشير إلى منزل جد الجد الأكبر. حتى على نطاق أوسع، يمكن أن يشير منزل الأجداد إلى أول مكان تواجد فيه اسم العائلة أو ظهوره.
عادة، يعرف الشخص مسقط رأسه على أنه ما يعتبره والده منزل أسلافه. في الممارسة العملية، فإن معظم الناس يعرفون منازل أجدادهم على أنها مسقط رأس أسلافهم الأب من أوائل القرن العشرين، في وقت قريب عندما بدأت السلطات الحكومية في جمع هذه المعلومات من الأفراد.
علاوة على ذلك، يمكن تعريف مسقط أسلاف الشخص في أي مستوى من المنطقة، من الأقليم والمحافظة وصولاً إلى المدينة والقرية، وهذا يتوقف على مقدار ما يعرفه الفرد عن أسلافه.

## آثار
التركيز الصيني على منزل الأجداد هو إرث من تاريخهم كمجتمع زراعي، حيث غالباً ما تكون الأسرة مرتبطة بأرضها لأجيال. في الثقافة الصينية، تكمن أهمية الأسرة والهوية الإقليمية في أن منزل أو مكان ميلاد أجداد الفرد يلعب دورًا اجتماعيًا مهمًا في هويته. على سبيل المثال، في إحدى الجامعات، غالبًا ما يصبح الطلاب الذين ينتمون إلى نفس المنطقة أعضاءً في المجتمع أو النادي الإقليمي / مسقط الأصل مع أفراد آخرين لهم نفس الأصل. مناقشة الأصول الشخصية أو الأجداد أمر شائع عندما يجتمع شخصان لأول مرة، وفي السنوات الأخيرة، أدت حركة البحث عن الجذر (尋根xúngēn) إلى زيادة الاهتمام بمناطق الأجداد، خاصة بين الصينيين المغتربين.
منزل الأجداد هو عنصر يجب ملؤه في العديد من الوثائق في جمهورية الصين الشعبية، وفي هونغ كونغ قبل عام 1997.

## تايوان
تحمل بطاقات الهوية الوطنية الصادرة في تايوان من قبل حكومة جمهورية الصين سابقًا «موطن الأصل» (本籍). عادة ما يُسجل للمواطنين موطن أسلافهم (ويتم تعريفهم من خلال الأبوية) على هذه الوثائق، على الرغم من أن العديد من سكان البر الرئيسي المولودين في تايوان لأبوين لاجئين - لم تطأ أقدامهم في موطن أجدادهم. وقد ألغت الحكومة التايوانية هذه الممارسة في منتصف التسعينيات وسط حركة التوطين التايوانية.

## الحواشي
1. ↑  Jinshan was a separate administrative area from Shanghai.[1]

## روابط خارجية
- 籍貫 (zik6 gun3 | ji2 guan4): أرض الأجداد؛ المكان الأصلي - CantoDict

1. ↑  "上海金山-区划人口" 历史沿革 (بالصينية). Government of Jinshan District, Shanghai. Archived from the original on 2018-09-28. Retrieved 2018-09-27.{{استشهاد ويب}}:  صيانة الاستشهاد: لغة غير مدعومة (link)